# Mi hermano es un clon
Mi hermano es un clon fue una telenovela argentina que se estrenó el 3 de septiembre de 2018 y concluyó el 11 de enero de 2019. Fue producida por Pol-ka Producciones para Canal 13.
Fue protagonizada por Nicolás Cabré, Gimena Accardi y Florencia Vigna. Antagonizada por Luis Machín.

## Trama
La serie gira en torno a Renzo Figueroa (Nicolás Cabré), un hombre que fue concebido a través de fecundación In vitro. Sin embargo, Alejandro Figueroa (Norman Briski), un científico notable, ayuda a su hija Marcela (Andrea Bonelli) a ser madre. Luego de cumplir el sueño de su hija, decide ocultar parte del material genético del embrión de su hija para así desarrollar, por primera vez, un clon humano. Es aquí cuando nace Mateo Mónaco (Nicolás Cabré), fruto de años de trabajos, Mateo duró años siendo cuidado por Elena (María Onetto), quien debía ocultar el secreto de Alejandro a como dé lugar.

## Temporada
| Temporada | Temporada | Episodios | Episodios | Lanzamiento original    | Lanzamiento original |
| Temporada | Temporada | Episodios | Episodios | Primera emisión         | Última emisión       |
| --------- | --------- | --------- | --------- | ----------------------- | -------------------- |
|           | 1         | 93        | 93        | 3 de septiembre de 2018 | 11 de enero de 2019  |

## Elenco

### Principales
- Nicolás Cabré como Renzo Figueroa/Mateo Mónaco[5]
- Gimena Accardi como Lara Alcorta (nacida como Patricia López)[5]
- Flor Vigna como Ámbar Martini[5]
- Luis Machín como Juan Cruz Santillán[5]
- Andrea Bonelli como Marcela Figueroa[5]
- Fabián Vena como Gabriel Méndez[5]

### Reparto
- María Onetto como Elena Mónaco
- Tomás Fonzi como Camilo Figueroa
- Julieta Nair Calvo como Renata Fuentes
- Marcelo De Bellis como Facundo Mendoza
- Pilar Gamboa como Natalia Lucero
- Facundo Espinosa como Martín Gómez
- Maida Andrenacci como Silvina Mancusi
- Benjamín Amadeo como Tomás Álzaga
- Miriam Odorico como Amelia Duarte
- Benjamín Rojas como Ignacio "Nacho" Carmona
- Bárbara Lombardo como Juana Méndez
- Benjamín Alfonso como Antonio Hauser
- Darío Lopilato como Fausto Collado
- Fernanda Metilli como Rocío “Rochi” Álvarez

### Participaciones
- Norman Briski como Alejandro Figueroa
- Christian Sancho como Fabricio Del Monte
- Reina Reech como Teresa Álzaga
- Micaela Vázquez como Romina
- Florencia Benítez como Carla
- Caro Ibarra como Sonia
- Felipe Colombo como Luciano "Lucho"
- Nacho Gadano como Rafael
- Silvina Acosta como Inés
- Juan Sorini como Franco Maidana
- Lola Morán como Nicole Peña
- Andrés Gil como Diego
- Eliseo Barrionuevo como Kevin

## Premios y nominaciones
| Lista de premios y nominaciones | Lista de premios y nominaciones | Lista de premios y nominaciones             | Lista de premios y nominaciones | Lista de premios y nominaciones | Lista de premios y nominaciones | Lista de premios y nominaciones |
| Año                             | Organización                    | Categoría                                   | Nominado/a (s)                  | Resultado                       | Ref(s)                          |                                 |
| ------------------------------- | ------------------------------- | ------------------------------------------- | ------------------------------- | ------------------------------- | ------------------------------- | ------------------------------- |
| 2019                            | Premios Martín Fierro           | Mejor Ficción Diaria                        | Mi hermano es un clon           | Nominado                        | [ 6 ]                           |                                 |
| 2019                            | Premios Martín Fierro           | Mejor Actor Protagonista de Ficción Diaria  | Nicolás Cabré                   | Nominado                        | [ 6 ]                           |                                 |
| 2019                            | Premios Martín Fierro           | Mejor Actriz Protagonista de Ficción Diaria | Gimena Accardi                  | Nominada                        | [ 6 ]                           |                                 |
| 2019                            | Premios Martín Fierro           | Mejor Actor de Reparto                      | Luis Machín                     | Nominado                        | [ 6 ]                           |                                 |
| 2019                            | Premios Martín Fierro           | Mejor Actriz de Reparto                     | Julieta Nair Calvo              | Nominada                        | [ 6 ]                           |                                 |